# Bucaspor (féminines)
Cet article concerne le club de football féminin. Pour le club de football masculin, voir Bucaspor.
Maillots
Le Bucaspor Kulübü est un club turc de football féminin fondé en 2005.

## Palmarès
- Championnat de Turquie de football féminin
  - Vice-champion : 2007, 2008 et 2009.